# White Colne
White Colne – wieś w Anglii, w hrabstwie Essex, w dystrykcie Braintree. Leży 28 km na północny wschód od miasta Chelmsford i 76 km na północny wschód od Londynu.